# Schleifenimpedanz
Die Schleifenimpedanz oder Fehlerschleifenimpedanz (englisch loop impedance) oder auch Schleifenwiderstand (L-PE) ist die Summe aller Impedanzen einer geschlossenen Strombahn, die bei einem Isolationsfehler (Körperschluss) in einem elektrischen Betriebsmittel vom Fehlerstrom durchflossen wird. Die Schleifenimpedanz darf nicht zu hoch und damit der Fehlerstrom nicht zu niedrig sein, damit die elektrische Anlage im Fehlerfall durch Überstromschutzeinrichtungen sicher abgeschaltet werden kann.
Die Fehlerstromschleife zur Ermittlung der Schleifenimpedanz besteht aus:

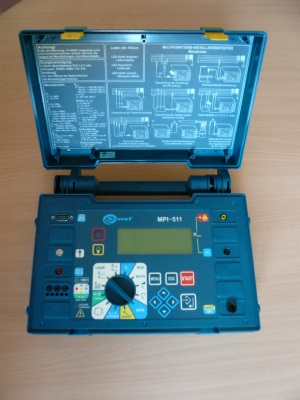
Messgerät zur Messung der Schleifenimpedanz in Niederspannungsanlagen

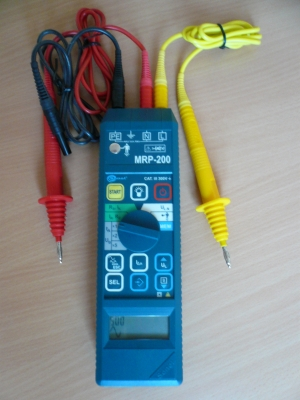
Einfacheres Messgerät zur Messung der Schleifenimpedanz in Niederspannungsanlagen

- der Stromquelle (z. B. Transformator) unter Berücksichtigung des Innenwiderstandes.
- dem ungeerdeten aktiven Leiter (Außenleiter), in IT-Systemen auch dem Neutralleiter, von der Stromquelle bis zur Fehlerstelle.
- dem Rückleiter zur Stromquelle
  - in TN-Systemen: der geerdete Schutzleiter
  - in TN-C Systemen der PEN-Leiter mit seinen Parallelverbindungen über die Erdungsanlage (z. B. Fundamenterder) bzw. über das Potentialausgleichssystem
  - in TT-Systemen sind die elektrischen Betriebsmittel mittels Schutzerdungs-Leiter unmittelbar geerdet oder mit dem Anlagenerder der Verbraucheranlage verbunden.

Nach der Errichtung einer Niederspannungsanlage ist u. a. eine Messung der Schleifenimpedanz mit Netzfrequenz durchzuführen, um die Einhaltung der Abschaltbedingungen zu kontrollieren. Diese Messung nach DIN VDE 0100-600:2008-06 ist insbesondere gefordert, wenn der Schutz bei indirektem Berühren nur durch automatische Abschaltung mittels Überstromschutzeinrichtungen erfolgt. Die Messergebnisse sind in Prüfprotokollen schriftlich festzuhalten und dem Betreiber der Anlage auszuhändigen.

## Technischer Hintergrund
Die Schleifenimpedanz ({\displaystyle Z_{\mathrm {S} }}) ist die am Messort (z. B. Steckdose) vorliegende Impedanz (Summe aus ohmschem und induktivem Widerstand bei 50 Hz) zwischen Außen- und Schutzleiter, der Netzinnenwiderstand bzw. die Netzimpedanz (Zi) ist der entsprechende Wert zwischen den im Normalfall stromführenden Leitern (meist also Außen- und Neutralleiter).
Die Schleifenimpedanz führt beim Körperschluss (Masseschluss) zu einer Berührungsspannung (z. B. am Gehäuse). Die Überstromsicherung (z. B. der zugehörige Leitungsschutzschalter) muss daher sofort auslösen.
Der Netzinnenwiderstand (Netzimpedanz; L-N) ergibt zusammen mit der niedrigsten Netzspannung einen minimalen Kurzschlussstrom, der in jedem Falle ausreichend sein muss, die Sicherung des Stromkreises (zugehöriger Leitungsschutzschalter) auszulösen, bevor die Leitungen zu heiß werden.
Beide Werte werden durch Länge und Querschnitt der Installation sowie durch Kontakt-Übergangswiderstände beeinflusst und ähneln sich bei TN-Systemen in der Regel. Beim TT-System hängt die Schleifenimpedanz wesentlich von der Qualität der Erdung ab.
Sind die Werte zu hoch, muss der Fehler gefunden werden oder eine Neuinstallation vorgenommen werden. Alternativ kann der Wert bzw. Typ der vorgeordneten Sicherung (d. h. das Auslöseverhalten des Leitungsschutzschalters) angepasst werden.

## Messung

### Durchführung
Es wird die Schleifenimpedanz (L-PE) und der Netzinnenwiderstand (L-N) gemessen. Oft wird im TN-System davon ausgegangen, dass beide Werte gleich sind. Die Praxis zeigt jedoch, dass in TN-Systemen sowohl die Schleifenimpedanz als auch Netzinnenimpedanz höher sein kann. Bei der Messung erzeugt das Messgerät einen kleinen Fehlerstrom und errechnet daraus die Schleifenimpedanz und aus diesem Wert mit der derzeit anliegenden Spannung den zu erwartenden Kurzschlussstrom.
Hierbei löst oft der vorgeschaltete Fehlerstromschutzschalter (Residual Current Device, RCD) aus. Einige Messgeräte messen daher so, dass der RCD diese Ströme nicht erkennt und es somit nicht zur Auslösung kommt.
Der Messort ist immer am Ende der Kette zu wählen, also in Endstromkreisen z. B. an der entferntesten Steckdose, an welcher ein Verbraucher angesteckt wird. Gegebenenfalls ist dies das Ende einer Kabeltrommel. Da sich der Wert mit Kabellänge und Anzahl der Steckverbindungen verschlechtert, ist es nicht gestattet, mehrere Mehrfachsteckdosen oder Verlängerungskabel hintereinander zu stecken. Dadurch kann sich der Schleifenwiderstand derart erhöhen, so dass die Absicherungen bei Überlast nicht auslösen.
Da oftmals mehrere Sicherungen selektiv in Reihe eingesetzt werden, ist es ratsam, auch am Anschluss der nachgeschalteten Sicherung zu messen, um eine Bewertung der vorhergehenden Sicherung (Größe/Charakteristik) bzw. der Kabel und Anschlüsse bis zu der nachfolgenden (an welcher man misst) getrennt bewerten zu können – z. B. an der Unterverteilung, um die Sicherung in der Hauptverteilung sowie dazwischengeschaltete Kabel und Anschlüsse zu bewerten.

### Messgeräte
Die Schleifenimpedanzmessungen dürfen nur mit dafür vorgesehenen Messgeräten nach DIN EN 61 557-3 (VDE 0413 Teil 3) durchgeführt werden. Häufig bieten diese speziellen Messgeräte weitere Funktionen, wie z. B. eine Isolationswiderstandsmessung. Die Geräte benötigen eine Zulassung für sicherheitsrelevante Messungen. Zusätzlich ist zu beachten, dass der Prüfer der die Messung durchführt über eine geeignete Befähigung verfügt. Manche der aufgeführten Messgeräte eignen sich sehr gut für ein Einfamilienhaus oder eine Wohnung, sind aber für eine Industrieanlage nicht geeignet und auch nicht zugelassen. Das steht meist nicht in der Bedienungsanleitung des Messgeräts, es liegt also am Prüfer und seiner Kenntnis zu entscheiden, welche Geräte er verwenden kann und darf.
Kriterien für die Wahl eines Messgerätes sind:
- Tragbare Ausführung für den mobilen Einsatz
- ausreichend hoher bzw. niedriger Messstrom – abhängig von der zu messenden Anlage
- Zweileiter- oder Vierleitermessung
- Messung während des laufenden Betriebs der Anlage
- direkte Berechnung des zu erwartenden Kurzschlussstromes.

## Höchstzulässige Schleifenimpedanz
Bei der Schleifenimpedanzmessung geht es nicht vorrangig um eine Impedanz (in Ω), die unterschritten werden soll, sondern um den daraus resultierenden (spannungsabhängigen) Kurzschlussstrom. Die meisten Messgeräte errechnen diesen Strom und zeigen ihn an. Es muss bei Messgeräten die Messtoleranz (Abweichung von bis zu max. 30 % – Messgerät nach EN 61557) beachtet werden. Ist der Messwert nahe den zulässigen Werten, sollte trotz Einhaltung geprüft werden, ob bzw. wie die Schleifenimpedanz verkleinert werden kann, insbesondere wenn ein wesentlich kleinerer Wert zu erwarten war.
Im TN-Netz sind Abschaltzeiten in Endstromkreisen bis einschließlich 63 A (≤63 A) und 230 V Außenleiter (Nennspannung) gegen Erde von 0,4 s bzw. für Nennspannungen bis 400 V gegen Erde von 0,2 s gefordert.
Im TT-Netz sind Abschaltzeiten in Endstromkreisen bis 63 A von 0,2 s / 230 V und 0,07 s / 400 V einzuhalten.
Für Leitungsschutzschalter – unabhängig vom Typ (Z, B, C, K, D) – entspricht das immer der Auslösung durch den elektromagnetischen Schnellauslöser. Für den in Hausinstallationen meist verwendeten Typ B16 gilt folgendes Beispiel:

### Beispiel
Der Schnellauslöser eines Leitungsschutzschalters B16 löst zwischen {\displaystyle 3\times I_{\mathrm {n} }} (48 A) und {\displaystyle 5\times I_{\mathrm {n} }} (80 A) aus – es muss also von einem Mindeststrom von 80 A (schlechtester Fall) ausgegangen werden, der fließen muss, damit die Sicherung garantiert in der geforderten Zeit auslöst.
Die Netzspannung darf in Deutschland (gemäß EN 50160) {\displaystyle 230_{-23}^{+23}\,\mathrm {V} } betragen. Für die überschlägige Berechnung ist die kleinere Spannung (207 V) relevant.
{\displaystyle Z_{\mathrm {S} }\leq {\frac {U}{I}}={\frac {207\,\mathrm {V} }{80\,\mathrm {A} }}=2{,}6\,\mathrm {\Omega } }
Theoretisch muss die Schleifenimpedanz in diesem Falle (LS B16) also unter 2,6 Ω liegen. Es wird zusätzlich ein Faktor eingerechnet, welcher z. B. die Erwärmung der Leitungen durch den Kurzschlussstrom (und die damit resultierende Widerstandserhöhung) berücksichtigt.

### Im TN-System

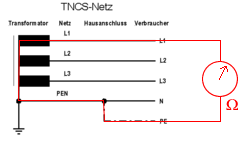
Messung im TN-C-S-System

Im TN-System wird die höchstzulässige Schleifenimpedanz {\displaystyle Z_{\mathrm {S} }} zur Gewährleistung des Schutzes durch automatische Abschaltung der Stromversorgung bei einem Körperschluss wie folgt berechnet:
{\displaystyle Z_{\mathrm {S} }\leq {\frac {U_{0}}{I_{\mathrm {a} }}}}
Der gemessene Wert der Fehlerschleifenimpedanz darf höchstens 2/3 des oben angegebenen Werts {\displaystyle Z_{\mathrm {S} }} betragen, da die Impedanzmessung lediglich bei kleinen Stromstärken bei Raumtemperatur durchgeführt wird, während im Fehlerfall ein hoher Strom den Leiter erwärmt und dadurch die Impedanz erhöht wird.
- {\displaystyle U_{0}} – Nennwechselspannung (Effektivwert) gegen Erde (Sternpunkt).
- {\displaystyle I_{\mathrm {a} }} – Abschaltstrom, der das automatische Ausschalten der jeweiligen Schutzeinrichtung innerhalb einer bestimmten Zeit bewirkt.[5]

### Im IT-System
Im IT-System, bei denen die elektrischen Betriebsmittel untereinander mit einem geerdeten Schutzleiter verbunden sind, ist die höchstzulässige Schleifenimpedanz für die automatische Abschaltung der Stromversorgung bei einem Doppelfehler wie folgt zu berechnen:
{\displaystyle Z_{\mathrm {S} }\leq {\frac {U_{0}}{2I_{\mathrm {a} }}}}
- {\displaystyle U} – Nennwechselspannung (Effektivwert) zwischen den Außenleitern. In IT-Systemen mit einem Neutralleiter ist anstelle {\displaystyle U} die Spannung {\displaystyle U_{0}} zwischen Außenleiter und Neutralleiter zu verwenden.
- {\displaystyle I_{\mathrm {a} }} – Abschaltstrom, der das automatische Ausschalten der jeweiligen Schutzeinrichtung innerhalb der nach DIN VDE 0100-410:2018-10 (Errichten von Niederspannungsanlagen Teil 4-41: Schutzmaßnahmen – Schutz gegen elektrischen Schlag) geforderten Zeit bewirkt.

## Zusammenhang Netzimpedanz und Spannungsabfall
Aus der Netzimpedanz leitet sich der Spannungsfall ab.

### Beispiel
Bei einer Netzimpedanz von 2,875 Ω (Grenzwert für B16-Leitungsschutzschalter) beträgt der Spannungsabfall bei Bemessungsstrom von 16 A:
{\displaystyle \Delta U=R\cdot I=2{,}875\,\mathrm {\Omega } \cdot 16\,\mathrm {A} =46\,\mathrm {V} \quad \Rightarrow \quad \Delta U_{\text{relativ}}={\frac {U}{U_{0}}}\cdot 100\%={\frac {46\,\mathrm {V} }{230\,\mathrm {V} }}\cdot 100\%=20\%}
Heutige Messgeräte können meist den Spannungsfall aus der Netzimpedanz berechnen und direkt anzeigen.